# Gueorgui Markov (luchador)
Gueorgui Markov (Bulgaria, 5 de abril de 1946) fue un deportista búlgaro especialista en lucha grecorromana donde llegó a ser campeón olímpico en Múnich 1972.

## Carrera deportiva
En los Juegos Olímpicos de 1972 celebrados en Múnich ganó la medalla de oro en lucha grecorromana de pesos de hasta 62 kg, por delante del luchador alemán Heinz-Helmut Wehling (plata) y del polaco Kazimierz Lipień (bronce).